# Dorcus Inzikuruová
Dorcus Inzikuruová (* 2. února 1982) je ugandská atletka, běžkyně na střední tratě.

## Sportovní kariéra
V juniorských kategoriích startovala zejména v běhu na 5000 metrů, později se věnovala zejména běhu na 3000 metrů překážek.V této disciplíně také zvítězila na mistrovství světa v Helsinkách v roce 2005. Její osobní rekord na této trati je 9:15,04.